# Rugvica
Rugvica es un municipio de Croacia en el condado de Zagreb.

## Geografía
Se encuentra a una altitud de 100 m s. n. m. a 26,2 km de la capital nacional, Zagreb.

## Demografía
En el censo 2011, el total de población del municipio fue de 8390 habitantes, distribuidos en las siguientes localidades:
- Čista Mlaka - 624
- Črnec Dugoselski - 199
- Črnec Rugvički - 95
- Donja Greda - 118
- Dragošička - 427
- Hrušćica - 188
- Jalševec Nartski - 615
- Ježevo - 441
- Nart Savski - 257
- Novaki Nartski - 68
- Novaki Oborovski - 301
- Obedišće Ježevsko - 130
- Oborovo - 693
- Okunšćak - 530
- Otok Nartski - 210
- Otok Svibovski - 287
- Preseka Oborovska - 156
- Prevlaka - 97
- Rugvica - 737
- Sop -  422
- Struga Nartska - 663
- Svibje - 526
- Trstenik Nartski - 583